# Amytornis dorotheae
Amytornis dorotheae là một loài chim trong họ Maluridae.